# 瘦柱绒毛杜鹃
瘦柱绒毛杜鹃（学名：Rhododendron pachytrichum var. tenuistylosum）为杜鹃花科杜鹃花属下的一个变种。

## 扩展阅读
- 維基物種上的相關：瘦柱绒毛杜鹃